# Sawada Hiroyuki
Hiroyuki Sawada (sinh ngày 29 tháng 1 năm 1974) là một cầu thủ bóng đá người Nhật Bản.

## Sự nghiệp câu lạc bộ
Hiroyuki Sawada đã từng chơi cho Honda, Urawa Reds và Kyoto Purple Sanga.